# Julien Hayneufve
Pour les articles homonymes, voir Hayneufve.
Julien Hayneufve, (né à Laval en 1588, mort à Paris le 31 janvier 1663), écrivain spirituel jésuite français.

## Biographie
Il appartenait sans doute à la même famille que Simon Hayneufve. Son père se faisait nommer Hayneufve de la Gevraisière. On trouve chez les Jésuites, en  1589, un autre Hayneufve, sans doute son parent, peut-être son oncle.
Il est le père spirituel de Pierre Lambert de la Motte. Il est l'un des disciples du père jésuite Louis Lallemant, missionnaire au Canada.
Il est recteur du collège de Quimper, directeur du noviciat des jésuites de Rouen, puis de celui de Paris. Homme laborieux et mortifié, il se levait à 2 heures du matin et s'interdisait l'usage du feu, même au plus fort de l'hiver. Il avait composé un grand nombre de sermons qui sont perdus; il publia : De la conduite, de la vie et des mœurs qui minent au salut; La voie spacieuse et quelques autres opuscules. Après sa mort, un de ses confrères en religion a écrit son éloge funèbre.

## Œuvres
Ses sermons, et il parait en avoir composé un très grand nombre, sont tous perdus ; mais il a laissé plusieurs écrits qui, les uns et les autres, ont eu beaucoup de succès. Il publia d'abord: De la conduite de la vie et des mœurs qui mènent au salut. C'est le premier ouvrage d'Hayneufve, et il contient ceux qui doivent le suivre.
Son ouvrage principal est : Méditations sur la vie de Jésus-Christ, pour tous les Jours de l'année, qui parait en 1640 et dont il met au jour un abrégé en 1658. Ce livre est estimé de Boileau.
Il faut distinguer les Méditations sur la vie de Jésus-Christ d'un autre ouvrage du même auteur qui a pour titre : Méditations pour le temps des exercices qui se font dans la retraite de huit jours.